# Мртва тачка
Мртва тачка (енгл. Point Blank, досл. Из непосредне близине), дистрибуиран у бившој Југославији под називом Брисани простор, је филм из 1967. године, који је режирао Џон Бурман, у продукцији компаније Irwin Winkler Production, са сценаријом који су писали Александар Џејкобс, Дејвид и Рејф Њухауз. Главне улоге тумаче Ли Марвин, Енџи Дикинсон и Кинан Вин.
Године 1999. снимљен је римејк под насловом Наплата дуга са Мелом Гибсоном, а 2013. године снимљен је филм инспирисан истим јунаком под насловом Паркер са Џејсоном Стејтамом у главној улози. 

## Радња
Ово је прича о човеку из Лос Анђелеса по имену Вокер (Ли Марвин, у књизи се његов лик зове Паркер), грубом и немилосрдном. Вокера је преварио и издао његов пријатељ Мел Рис (прва велика улога Џона Вернона). Заједно су пљачкали колекционаре, а онда је Рис неколико пута упуцао Вокера, оставио га да умре у Алкатразу и побегао са својим новцем и женом.
Али Вокер је преживео и кренуо у потрагу за Рисом. Није га нашао код своје бивше жене: према Лин, Рис ју је напустио пре неколико месеци и од тада није спавала ноћу. Вокер остаје са њом, а ујутру проналази Лин мртву - узела је превише таблета за спавање.
Вокер тада сазнаје да Рис сада ради за "организацију" - велики мафијашки синдикат. Вокер проналази Риса, али он нема новца, њихов састанак се завршава Маловим фаталним падом са балкона пентхауса.
Сада Вокер верује да му Рисови послодавци дугују 93.000 долара, и проналази их једног по једног, тражећи подршку извесног Јоста, који изгледа да има своје договоре са мафијом, а такође укључује Крис (Енџи Дикинсон), сестру покојне Лин. Али сада је синдикат скоро обезглављен, преживео је само један од његових вођа ...

## Улоге
| Глумац        | Улога                                  |
| ------------- | -------------------------------------- |
| Ли Марвин     | Вокер                                  |
| Енџи Дикинсон | Крис                                   |
| Џон Вернон    | Мел Рис                                |
| Кинан Вин     | Јост                                   |
| Керол О’Конор | Брустер                                |
| Лојд Бокнер   | Фредерик Картер                        |
| Мајкл Стронг  | Стигман                                |
| Шерон Екер    | Лин                                    |
| Џејмс Сикинг  | убица                                  |
| Кетлин Фримен | жена која разговара са госпођом Картер |